# Saptou
Saptou est un village de la Région du Nord du Cameroun. Il est situé dans l'arrondissement de Beka (Cameroun) dans le département du Faro (département). 

## Géographie
L'arrondissement est une plaine située entre la ligne de montagne des Monts Atlantika à l'ouest et d'autres massifs à l'est. L'arrondissement est bordé à l'est par les rivières Faro et Déo.

### Climat
Le climat dans l’arrondissement de Beka est de type semi-aride sahélien. Un vent très chaud le jour et très froid la nuit, le harmattan, souffle du nord au sud. Il existe deux saisons : la saison sèche qui se déroule généralement de mi-octobre à mi-mai et la saison des pluies qui va de mi-mai à mi-octobre. Cette saison des pluies est accompagnée généralement de grands vents et d'orages. La pluviométrie moyenne relevée en 2014 est de 1230 mm d'eau.

### Environnement
La flore de l'arrondissement de Beka est la savane. Elle est arborée dans le sud et arbustive dans le nord, ce qui signifie que la végétation est plus dense dans le sud. On retrouve des végétaux comme le palmier rônier, le bouleau d'Afrique ou encore le karité. De nombreuses espèces animales sauvages vivent dans l'arrondissement, en particulier dans le Parc national du Faro. Y vivent des zèbres, des élands de derby, plusieurs espèces de gazelles mais aussi des rongeurs comme le rat de Gambie ou l'athérure. Enfin, on y retrouve des reptiles comme le serpent Naja ou des iguanes.

## Histoire et société
Le village de Beka aurait été fondé par le peuple Bata par leur chef lui-même nommé Beka. Au XIXème siècle les populations Peulhs venant du Mali se sont installées, à la recherche de pâturages. Ceux deux peuples sont aujourd'hui majoritaires dans l'arrondissement, mais on retrouve aussi des Koma, des Vérés, des Haoussas, ainsi que plusieurs autres peuples. Cette diversité s'explique historiquement par la riche végétation et par les rivières Faro et Déo qui ont permis aux populations de se sédentariser progressivement. On compte aussi des nigérians, des nigériens, des maliens et des tchadiens. Toutes ces populations vivent en harmonie.
La religion principale dans l'arrondissement est l'Islam, mais on décompte aussi des chrétiens et des animistes.
En 2014, Saptou compte 1243 habitants.

## Économie
Le principal secteur de l'économie est le secteur primaire. Le secteur secondaire est moins développé et le secteur tertiaire est encore à l'état embryonnaire. Les produits issus de l'agriculture et de la pêche sont peu transformés et vendus tels quels ou consommés. On accuse de faibles capacités technologiques et une faible offre de formation professionnelle ainsi que de services financiers, ce qui réduit les capacités et les opportunités d'investissement. Néanmoins, la proximité avec le Nigéria permet des échanges fréquents.

### Agriculture, élevage et pêche
Les principales productions sont le riz, le maïs, le taro et la patate douce. La très grande majorité de la production de riz est destinée à la commercialisation. Les principaux acheteurs des denrées agricoles viennent du Nigéria. Les habitants récoltent aussi diverses plantes et écorces destinées à l'autoconsommation pour la médecine et l'alimentation.
L'élevage est aussi de grande importance pour l'économie locale. On élève principalement des bovins pour leur viande mais aussi pour la production de lait et la fabrication de produits laitiers, comme le beurre, le fromage et les yaourts traditionnels et modernes.
La pêche enfin représente une activité conséquente de l'économie locale. Les rivières Faro et Déo sont les plus fréquentés. Les pêcheurs utilisent des pirogues pour se déplacer sur l'eau et pêchent au filet ou à l'hameçon. La pêche se pratique autour de lieu de rassemblements appelés "campements". On retrouve des campements à Didango, mais aussi Béka, Raabo, Tchamba, et Nastirde.

### Artisanat et commerce
La plupart des produits fabriqués sont commercialisés pour une utilisation locale. Il existe des forges, des tanneurs, des tisserands et des portiers dans l'arrondissement. On peut retrouver des filets de pêche, des canaris, des mortiers, des tabourets ainsi que du matériel agricole.
Le commerce se fait en particulier avec le Nigéria voisin. On s'échange les produits agricoles et halieutiques en naira dans les marchés. Les plus grands marchés sont situés à Beka et dan s les grands villages, mais il existe de plus petits marchés dans les villages comme Saptou.

### Autres activités
On retrouve de nombreux call-boxers, qui sont des marchands de services téléphoniques proposant de passer des appels. Le tourisme est aussi légèrement développé avec trois cases de deux chambres à Wangaï ainsi que quelques guides touristiques qui font découvrir les Monts Atlantika ainsi que la culture des divers peuples de l'arrondissement.

## Urbanisme
Les principales infrastructures et bâtiments de l'arrondissement sont concentrés à Beka, mais on retrouve aussi quelques infrastructure dans les villages.

### Santé et éducation
Saptou ne compte aucun établissement de santé. On peut retrouver des centres de soin publics à Beka, Pomla, Yéli ainsi qu'une clinique privée à Balkossa. Pour l'approvisionnement en eau, Saptou n'est pas équipée d'infrastructure, mais on peut retrouver des puits buisés et des forages munis de pompe à motricité humaine dans la plupart des villages de Beka.
Saptou possède  une école primaire public avec six salles de classe. Pour l'enseignement secondaire, il existe des lycées publics à Beka et à Tchamba, deux Collèges d’Enseignement Secondaire (CES) à Yeli et Balkossa ainsi qu'un Collège d’Enseignement Technique Industriel et Commercial (CETIC) à Wangaï.

### Transport et énergie
Les communications téléphoniques se font à partir de l'unique poste de télécommunication à Beka. Seuls les villages de Beka, Pomla, Tchamba, Wangai et Balkossa sont équipés de générateur décentralisés pour l'électrification.
Les transports se font au moyen de motos et de voitures. Certaines personnes, en général des jeunes, font office de taxi et vendent des services de transports individuels en moto ou des dessertes de marchandise en voiture. Le transport fluvial le long des rivières Faro et Deo est aussi commun pour traverser l'arrondissement. Les pirogues sont généralement utilisée, mais très peu sont motorisées.